# 桃源斎栄舟
桃源斎 栄舟（とうげんさい えいしゅう、生没年不詳）とは、江戸時代の浮世絵師。

## 来歴
鳥文斎栄之の門人、俗名不明。作画期は寛政末から文化の頃にかけてとされ、肉筆美人画の作が知られる。

## 作品
- 「見立女三の宮図」　絹本着色　東京国立博物館所蔵　※「桃源齋榮舟筆」の落款、「榮舟」の朱文鼎印あり。栄之筆の「女三宮見立美人図」（絹本着色、フリーア美術館所蔵）とほぼ同じ図様を描く。
- 「見立王昭君図」　絹本着色　東京国立博物館所蔵　※「桃源齋榮舟筆」の落款、印文不明の朱文印あり